# Alcobaça (kommun i Brasilien)
Alcobaça är en kommun i Brasilien.   Den ligger i delstaten Bahia, i den östra delen av landet, 900 km öster om huvudstaden Brasília. Antalet invånare är 21 319.
Omgivningarna runt Alcobaça är huvudsakligen savann. Runt Alcobaça är det glesbefolkat, med 15 invånare per kvadratkilometer.